# Haminu Dramani
Haminu Draman (Techiman, 1986. április 1. –) ghánai válogatott labdarúgó, aki jelenleg az FC Infonet játékosa.

## Sikerei, díjai
- Red Star 
  - Szerbia és Montenegró-i bajnok: 2005–06
  - Szerbia és Montenegró-i kupa: 2006
- Lokomotyiv Moszkva
  - Orosz kupa: 2007–2007